# Joannes Zwijsen

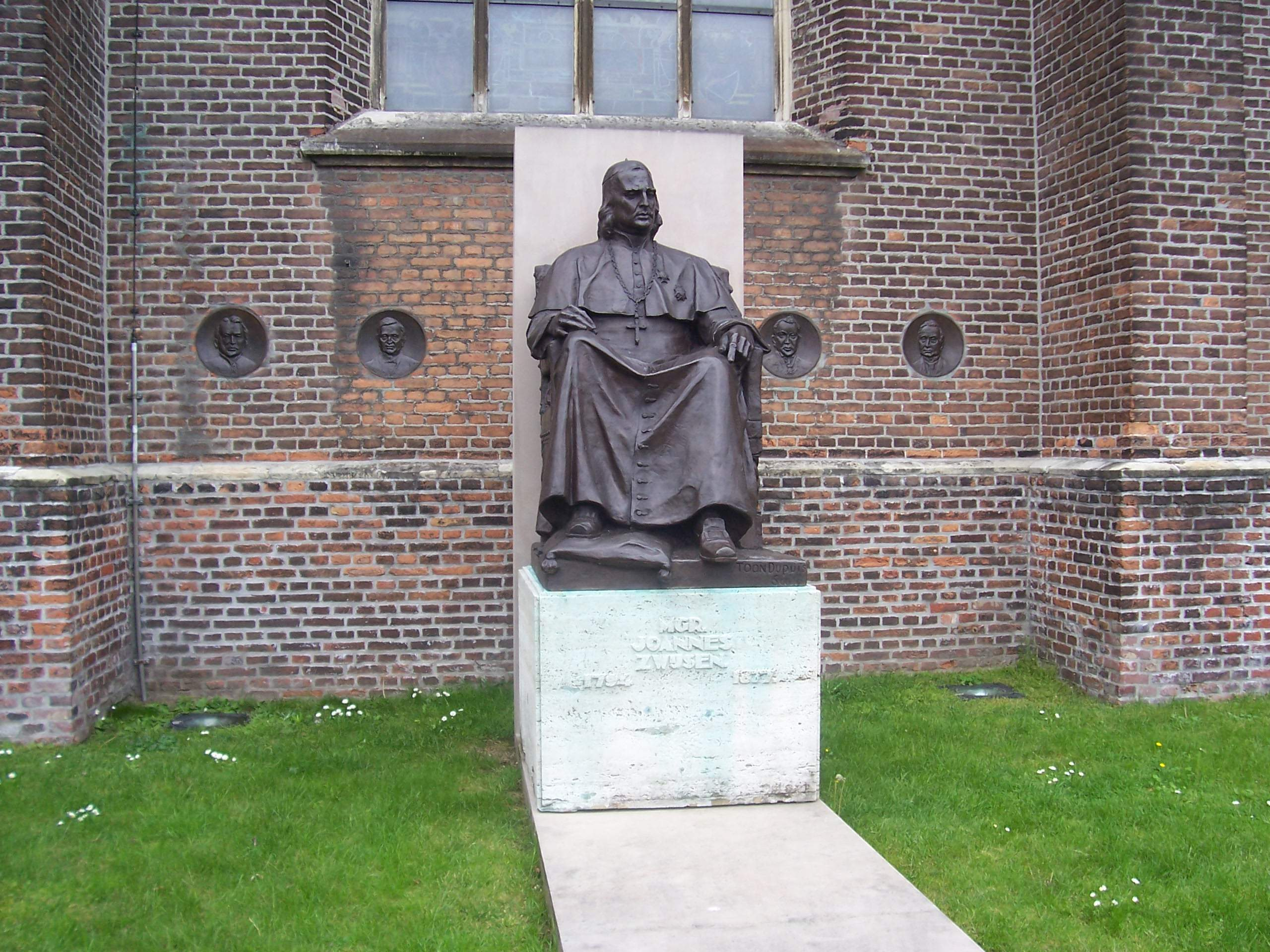
Bronzen beeld te Tilburg, St. Dyonisius. (Heikese kerk)

Joannes Zwijsen (Kerkdriel, 28 augustus 1794 – 's-Hertogenbosch, 16 oktober 1877) was een rooms-katholiek geestelijke. Bij zijn bisschopswijding door Cornelis van Wijckerslooth in 1842 koos hij de wapenspreuk Mansuete et fortiter ("Zachtmoedig en sterk").
Na het herstel van de bisschoppelijke hiërarchie in 1853 in Nederland, werd hij de eerste aartsbisschop van Utrecht, tegelijk was en bleef hij bisschop van het bisdom 's-Hertogenbosch. Daar bleef hij ook steeds wonen en wel in Huize Gerra, genoemd naar de plaats in Ticino, Zwitserland, waarvan hij de eerste jaren titulair bisschop was. Deze term werd overigens pas enige decennia later gangbaar; voordien sprak men van bisdommen in partibus infidelium (in het gebied van de heidenen), ook wel kortweg: in partibus.

## Levensbeschrijving
Joannes was de oudste zoon uit het tweede huwelijk van Petrus Zwijsen die afkomstig was uit Geetbets in het Belgische Vlaams-Brabant. Petrus huwde in 1783 in Kerkdriel met Cornelia van Heeswijk en werkte er nadien als molenaar. Na de dood van zijn vrouw hertrouwde Petrus in 1794 met Wilhelmina van Herpen.

### Opleiding
Na zijn lagere school in Berlicum en zijn eerste communie, ging Joannes enkele jaren naar de Franse School te Reek. Vervolgens volgt hij vanaf 1808 de Latijnse School te Uden, als voorbereiding op zijn priesterstudies. Vanaf 1810 bezoekt hij de Latijnse School te Helmond, om vanaf 1813 zijn priesteropleiding te voltooien in het groot-seminarie van Herlaer bij Sint-Michielsgestel. Na zijn priesterwijding in 1817 in Mechelen, was hij achtereenvolgens kapelaan in 't Heike te Tilburg (1818), kapelaan te Schijndel (1818-1828), pastoor in de parochie Sint Odulphus te Best (1828-1832) en pastoor in de parochie van St. Dionysius ('t Heike) te Tilburg (1832-1854).

### Pastoor - bisschop
Samen met de apostolische vicarissen van Roermond, 's-Hertogenbosch en Breda, werd ook de pastoor van 't Heike in 1842 tot bisschop gewijd. Zwijsen werd titulair bisschop van Gerra en tevens benoemd als coadjutor met recht van opvolging van bisschop Henricus den Dubbelden, apostolisch vicaris te 's-Hertogenbosch. Zwijsen werd ook in 1842 bestuurder van de twee kleine apostolische vicariaten Grave-Nijmegen en Ravenstein-Megen, die in 1851 formeel aan het vicariaat van 's-Hertogenbosch werden toegevoegd.

Detail van de bisschopsstaf die Zwijsen in 1842 ontving

In 1847-1848 fungeerde Zwijsen tijdelijk als zaakgelastigde van de Heilige Stoel en als vice-superior van de Hollandse Zending. In 1851 volgde hij Mgr. Den Dubbelden op als apostolisch vicaris van 's-Hertogenbosch, waardoor ook de bestuurlijke eigenaardigheid van de districten Grave en Megen verviel.
Zwijsen was goed bevriend met koning Willem II, wat onder meer bleek toen bij het overlijden van de koning in 1849 bijna de ganse koninklijke familie in zijn pastorie in Tilburg logeerde. Zijn vriendschap met Willem II hing samen met het verblijf in Tilburg van Willem II van 1830 tot 1839 als opperbevelhebber van de tegen België gemobiliseerde troepen. In dezelfde periode was Zwijsen daar pastoor. Zwijsen heeft veel bijgedragen tot de gunstige gezindheid en de welwillende beschikkingen van deze vorst ten bate der katholieken.

### Bisschop - aartsbisschop
Bij het herstel van de bisschoppelijke hiërarchie in 1853 werd hij benoemd tot bisschop van bisdom 's-Hertogenbosch en tevens aartsbisschop van het aartsbisdom Utrecht. Als aartsbisschop was het nu onder meer zijn taak om de aartspriesterschappen in het noorden van Nederland om te vormen tot volwaardige bisdommen.
Hij belegde in 1865 het Provinciaal Concilie van de Nederlandse bisschoppen in 's-Hertogenbosch, en lag nog mee aan de basis van het bisschoppelijk mandement omtrent het katholiek onderwijs van 1868. Wel trad Zwijsen af als aartsbisschop in datzelfde jaar, hoewel hij veel invloed bleef uitoefenen op het bestuur van de kerk in Nederland. Hij bleef evenwel bisschop van 's-Hertogenbosch tot aan zijn overlijden in 1877.

## Reizen naar Rome

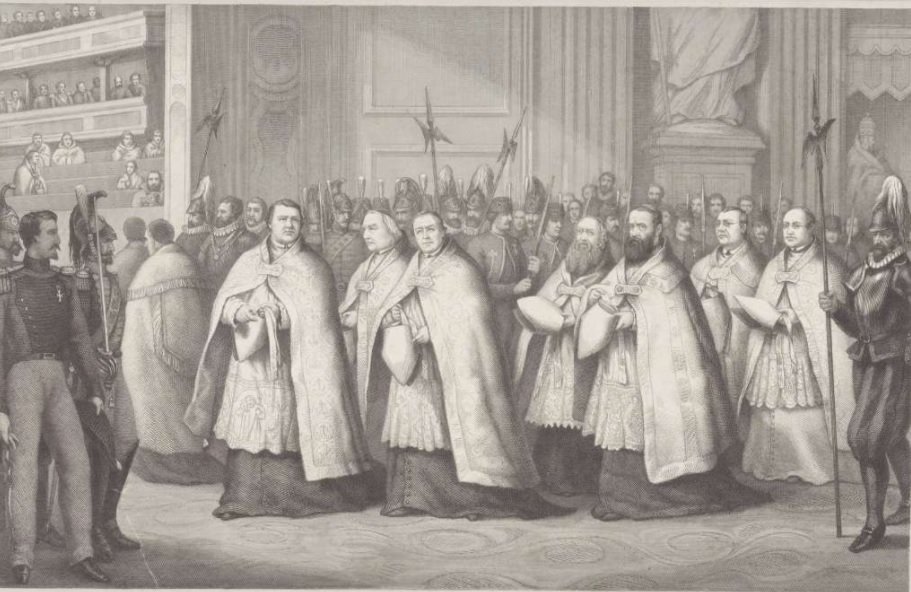
Gravure van Edouard Taurel uit 1870. Mgr. Zwijsen, bisschop van ’s-Hertogenbosch, is de 2e in de rij.

Ring van Joannes Zwijsen met amethist, tussen 1800 en 1877, Collectie Museum Catharijneconvent

Hij reisde drie maal naar Rome, onder meer in 1854 naar aanleiding van de afkondiging van het dogma van de Onbevlekte Ontvangenis van Maria. In 1869 nam hij deel aan het Eerste Vaticaans Concilie, waarin onder meer het dogma werd afgekondigd van de onfeilbaarheid van de paus.

## Oprichting Broeders en Zusters van Liefde
Zwijsen is de oprichter van twee religieuze congregaties:
- vrouwelijk: de congregatie van Onze-Lieve-Vrouw Moeder van Barmhartigheid in 1832, meer bekend als Zusters van Liefde te Tilburg
- mannelijk: de broedercongregatie van Onze-Lieve-Vrouw Moeder van Barmhartigheid, bekend als de Fraters van Tilburg in 1844.

## Aanslag
Op 15 juli 1863 overleefde Zwijsen een moordaanslag, waarvan de omstandigheden nooit werden opgehelderd. Men veronderstelt dat de bisschop bijna slachtoffer was geworden van een roofmoord. Een bedrag van zesduizend gulden dat in de lade van zijn bureau lag was verdwenen. Er werd ook een verdachte gearresteerd, zijn huisknecht Jan van Veen. Maar deze werd vrijgelaten toen er te weinig bewijs tegen hem was.

## Vernoemingen
In de loop der jaren zijn er diverse gebouwen, straten en scholen naar Joannes Zwijsen vernoemd.
Dit is een (incomplete) lijst van vernoemingen:
- Kerkdriel (geboorteplaats):
  - Mgr. Zwijsenschool, een R.K. basisschool;
  - Buste van Joannes Zwijsen

- Tilburg
  - Standbeeld van Joannes Zwijsen (aan het Willemsplein);
  - De uitgeverij Zwijsen;
  - Het Woonzorgcentrum Joannes Zwijsen / Notre Dame;
  - Woonzorgcentrum Joannes Zwijsen (De Wever) in Tilburg
  - Zwijsen building (Z building) is een stiltecentrum op de campus van Tilburg University

- Veghel
  - Het Zwijsen College Veghel,

- Kampen
  - De Mgr. Zwijsenschool, een Rooms-katholieke basisschool.

- Vught
  - Het Bisschop Zwijsenplein in de woonwijk De Baarzen.

## Monumenten Mgr. Zwijsen

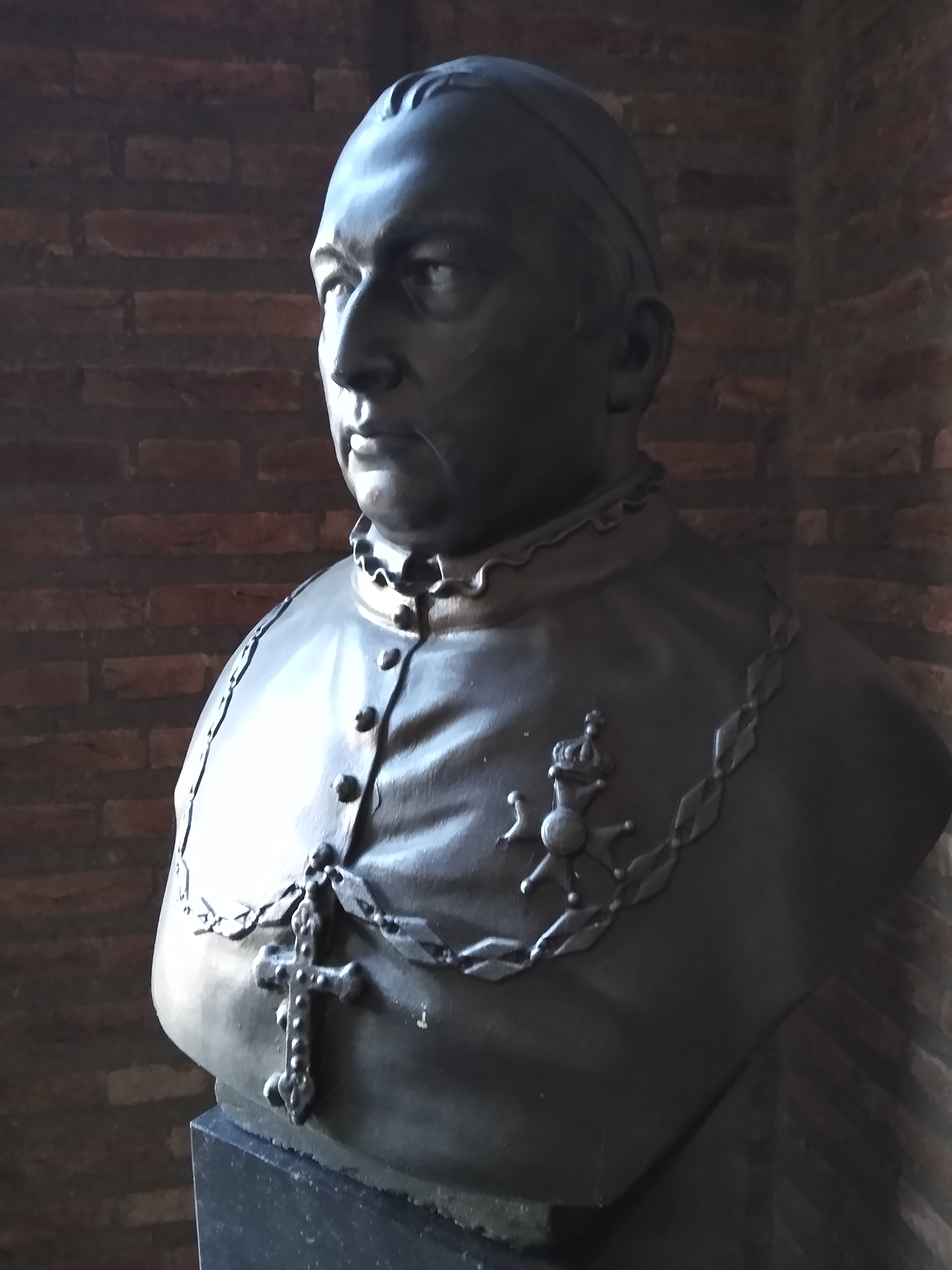
Buste van Zwijsen in het fraterhuis aan de Gasthuisring te Tilburg

- Het graf van Mgr. Zwijsen bevindt zich in de crypte onder de Bisschopskapel op begraafplaats Orthen in Orthen.
- In zijn geboorteplaats Kerkdriel werd op 16 oktober 1927 op het Mgr. Zwijsenplein een borstbeeld van de aartsbisschop van de hand van de beeldhouwer August Falise opgericht.
- In Tilburg is een bronzen beeld (1933) van een zittende bisschop Zwijsen op een natuurstenen sokkel te vinden tegen een van de muren van de parochiekerk St. Dyonisius 't Heike waar Mgr. Zwijsen een tijd pastoor is geweest. De maker is de beeldhouwer Toon Dupuis.

## In fictie
- In de mini-serie De Troon speelt Steven Van Watermeulen de rol van Zwijsen. De mini-serie gaat over het Nederlands koningshuis in de 19e eeuw. Hierin is Zwijsen een zeer goede vriend van kroonprins Willem II der Nederlanden.